# Powiat Kitaisa
Powiat Kitaisa (jap. 北伊佐郡 Kitaisa-gun) – dawny powiat w Japonii, w prefekturze Kagoshima.

## Historia

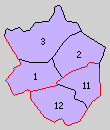
1. Hatsuki, 2. Ōkuchi, 3. Yamano (1889 r.)

Powiat został założony 9 maja 1887 roku w wyniku podziału powiatu Isa na dwa mniejsze powiaty. Wraz z utworzeniem nowego systemu administracyjnego 1 kwietnia 1889 roku powiat Kitaisa został podzielony na 3 wioski: Hatsuki, Ōkuchi oraz Yamano.  
1 kwietnia 1897 roku, w wyniku połączenia powiatów Kitaisa i Hishikari, powiat Isa został ponownie utworzony.